# Dineutus gondaricus
Dineutus gondaricus is een keversoort uit de familie van schrijvertjes (Gyrinidae). De wetenschappelijke naam van de soort is voor het eerst geldig gepubliceerd in 1847 door Reiche.